# ʿAbdallāh ibn ʿAbd al-Muttalib
ʿAbdallāh ibn ʿAbd al-Muttalib (arabisch عبد الله بن عبد المطلب, DMG ʿAbdallāh ibn ʿAbd al-Muṭṭalib) (geb. vor 545; gest. um 570) war der Vater des Propheten Mohammed.

## Leben
Er entstammte dem arabischen Stamm der Quraisch in Mekka; sein Großvater war Haschim ibn ʿAbd Manāf, der Stammvater der Haschimiten, sein Vater war ʿAbd al-Muttalib. Seine Ehefrau war Āmina; er starb wahrscheinlich noch vor der Geburt Mohammeds im Alter von 25–30 Jahren, sodass der Sohn von der Mutter und vom Großvater ʿAbd al-Muttalib großgezogen wurde. Über die Umstände und den Zeitpunkt seines Todes liegen mehrere Überlieferungsvarianten vor. Die ältesten Informationen aus dem späten 7. Jahrhundert bestätigen, dass ʿAbd Allāh einige Monate vor der Geburt Mohammeds in Yathrib, im Kreise der Familie seiner Mutter nach kurzer Krankheit gestorben ist.
Über sein Leben ist nur wenig bekannt. Er stand im Dienste seines Vaters und trieb Handel wahrscheinlich bis nach Gaza (arabisch: Ghazza). Die frühislamischen Geschichtsschreiber wie Ibn Ishāq und Muhammad ibn Saʿd überliefern eine Legende, nach der eine Frau – möglicherweise eine Schwester des Hanīfs Waraqa ibn Naufal – ʿAbd Allāh verführen wollte, da sie auf seinem Gesicht schon die Zeichen der Prophetie (wörtlich: „das Licht der Prophetie“) erkannt haben will.
Über die Frage, was mit Mohammeds Vater nach seinem Tod geschah, ob er als Ungläubiger in die Hölle hinabgefahren ist oder aufgrund seiner Verwandtschaft zum Propheten errettet worden ist, gab es unter den muslimischen Gelehrten eine langanhaltende Kontroverse. Von Mohammed selbst wird die Aussage überliefert, dass sich sein Vater im Höllenfeuer (nār) befinde. Manche Muslime stellten sich dies durchaus bildlich vor. So erzählt der anatolische Gelehrte Mūsā ibn Hāddschi Husain al-Iznīqī (st. 1434) in seinem Kitāb al-Miʿrādsch, einem arabischen Werk über die Himmelfahrt Mohammeds, wie Mohammed nach Besichtigung des Paradieses von Gabriel in die Hölle hinabgeführt wird und dort seinen Vater im Höllenfeuer schmoren sieht. Mohammed will den eigenen Vater gerne durch seine Fürsprache bei Gott erretten, wird aber von Gabriel davon abgehalten, der ihn darauf hinweist, dass seine Fürsprachemacht allein für die Sünder unter den Muslimen am Tag der Auferstehung bestimmt sei.